# Гадюка шумлива
Гадюка шумлива (Bitis arietans) — отруйна змія з роду Африканська гадюка родини Гадюкові. Має 2 підвиди.

## Опис
Загальна довжина коливається від 1 до 2 м. Масивна тупа, трикутна голова вкрита дрібною ребристою лускою. Тулуб дуже товстий. На темному тлі виділяються зверху 2 широкі світлі смуги, що йдуть від очей до скронь і з'єднані між очима світлою поперечною лінією. Потужний тулуб має сірувато-жовте або буре забарвлення. Уздовж спини розташовано рядок ясно-жовтих напівмісячних смуг, спрямованих гострими кінцями вперед й облямованих попереду широкими темно-бурими напівлініями. До заднього кінця тулуба світлі напівмісячні смуги розпадаються на 2 рядки овальних плям по обидві боки хребта. Позаду товстий тулуб різко звужується в тупий короткий хвіст. 

## Спосіб життя
Полюбляє трав'янисті та чагарникові савани, сухі рідколісся, сільськогосподарські землі, нерідко відвідує селища. Уникає безводних пустель та густих лісів. Вдень нерухомо лежить, згорнувшись, серед густої трави, в кущах або частково занурившись у пісок. З настанням ночі стає активною. Але і вночі вона рухається повільно й неквапливо, періодично зупиняючись і вичікуючи в засідці. Тільки в момент зіткнення з жертвою виявляє несподівану стрімкість, завдаюич блискавичного удару отруйними зубами.
Харчується щурами, мишами та іншими гризунами, рідше птахами, ящірками та земноводними. Здобич гине протягом 1—2 хвилин, після чого гадюка її заковтує. При ковтанні ця гадюка спочатку застосовує свої отруйні ікла, проштовхуючи ними жертву у глиб рота, де вже вступають в дію шийні м'язи.
Це яйцеживородна змія. Статева зрілість настає у 2 роки. Самиці народжують від 30 до 70 дитинчат довжиною 15—20 см. Через два місяці після народження розміри гадючат подвоюються, досягаючи 30—40 см довжини.

## Стосунки з людиною
Для людини становить серйозну небезпеку при несподіваному зіткненні з нею, особливо вночі, коли змія активна й завдає укусу без зволікання. Вдень забарвлення приховує її на фоні бурого ґрунту і тьмяної трави, тому дуже легко наступити на змію, не помітивши її.
Величезні отруйні ікла, до 2—3 см завдовжки, роблять укус дуже ефективним, а отрута має високу токсичність. Смертність від укусів може доходити до 15—20 % при відсутності належної допомоги постраждалим. Порівняно невелике число укусів пояснюється тим, що при денних зустрічах з нею гадюка не завжди відразу кусає. Вдень вона дуже млява й флегматична, кусає лише після кількаразового або дуже сильного роздратування. При спокійному та обережному поводженні вдається навіть взяти її в руки, не отримавши укусу.
Відомо, що іноді діти безтурботно грають з цією гадюкою. Якщо ж ця змія роздратована, то вона стає надзвичайно небезпечною. Гадюка сильно роздмухує тулуб та видає дуже гучне, загрозливе шипіння, за що вона й отримала свою назву. У такому збудженому стані змія здатна здійснювати блискавичні та точні кидки майже на всю довжину свого тіла.

## Розповсюдження
Мешкає від Марокко до південного краю Африки. Зустрічається на Аравійському півострові.

## Підвиди
- Bitis arietans arietans
- Bitis arietans somalica